# جامع همدان
جامع همدان (بالفارسية: مسجد جامع همدان) هو مسجد تاريخي يعود إلى عصر القاجاريون، ويقع في همدان.